# هری استراتفورد
هری استراتفورد، (به انگلیسی: Harry Stratford) (زاده ۱۹۴۸) کارآفرین، داروساز و مدیر ارشد اجرایی بریتانیایی است، که در سال ۱۹۸۶ شرکت شایر پی‌ال‌سی را تأسیس نمود.